# Lotus ononopsis
'Lotus ononopsis é uma espécie vegetal da família Fabaceae.
Apenas pode ser encontrada no Iémen.
Os seus habitats naturais são: florestas secas tropicais ou subtropicais e campos de gramíneas subtropicais ou tropicais secos de baixa altitude.